# 志布志市立有明中学校
志布志市立有明中学校（しぶししりつありあけちゅうがっこう）は、鹿児島県志布志市有明町野井倉にある市立中学校である。

## 概要
- 市町村合併により志布志市が誕生する以前は、有明町立有明中学校であった。